# Shinobi vs. Dragon Ninja
«Shinobi vs. Dragon Ninja» es una canción de la banda galesa de nu metal Lostprophets. La letra fue escrita por el vocalista Ian Watkins. Fue lanzada en 2001 como el primer sencillo del álbum debut de la banda, Thefakesoundofprogress. 

## Producción
La banda escribió la canción en menos de una hora. De acuerdo con el vocalista, Ian Watkins, es una canción sobre la nostalgia de cuando la banda fue creciendo juntos en su ciudad natal de Pontypridd, Gales del Sur, y fue inspirado originalmente por el juego arcade llamado Shinobi, al que solían jugar en el Park View Café en Pontypridd . El nombre de la canción se deriva de los videojuegos Shinobi y Bad Dudes Vs. DragonNinja.

## Vídeo musical
El vídeo de este sencillo es uno de los pocos vídeos de Lostprophets en realidad filmados en el Reino Unido. Cuenta con la banda tocando a una multitud de personas en el techo de un aparcamiento en desuso de varias plantas en Edmonton, al norte de Londres. El vídeo recibido airplay significativo en MTV2. El vídeo musical fue dirigido por Mike Piscitelli, quien dirigiría el video musical de "The Fake Sound of Progress", el siguiente sencillo de "Shinobi vs Dragón Ninja".  El rodaje para el vídeo musical se inició el 5 de octubre, un viernes en un lugar no revelado. Cualquier fan que quería participar en el video musical podría simplemente enviar por correo electrónico su nombre, edad, sexo y número de contacto a la banda. Una vez que se ha recibido el correo electrónico, la banda eligió que querían incluir en el video musical.

## Listado de canciones
CD1
| CD1 |                            |          |  |
| N.º | Título                     | Duración |  |
| 1.  | «Shinobi vs. Dragon Ninja» | 2:47     |  |
| 2.  | «Directions»               | 4:59     |  |
| 3.  | «The Lesson Part 1»        | 3:12     |  |

CD2
| CD2 |                            |          |  |
| N.º | Título                     | Duración |  |
| 1.  | «Shinobi vs. Dragon Ninja» | 2:47     |  |
| 2.  | «Still Laughing» (live)    | 4:19     |  |
| 3.  | «Miles Away from Nowhere»  | 4:33     |  |

Vinyl
| Vinyl |                            |          |  |
| N.º   | Título                     | Duración |  |
| 1.    | «Shinobi vs. Dragon Ninja» | 2:47     |  |
| 2.    | «Miles Away from Nowhere»  | 4:33     |  |

## Puesto
| Año  | Listas                          | Posición |
| ---- | ------------------------------- | -------- |
| 2001 | US Billboard Modern Rock Tracks | 33       |
| 2001 | UK Singles Chart                | 41       |
| 2002 | UK Singles Chart                | 161      |

## Personal
- Ian Watkins - voz principal
- Jamie Oliver - sintetizador, placas giratorias, muestras
- Lee Gaze - guitarra principal
- Mike Lewis - guitarra rítmica
- Stuart Richardson - guitarra baja
- Mike Chiplin - tambores, percusión